# Paracanthonchus brachyuris
Paracanthonchus brachyuris är en rundmaskart som beskrevs av Allgen 1951. Paracanthonchus brachyuris ingår i släktet Paracanthonchus och familjen Cyatholaimidae. Inga underarter finns listade i Catalogue of Life.